# Zak Lovelace
Zakariya Lovelace (Londres, Inglaterra, 23 de enero de 2006) es un futbolista británico que juega como delantero en el Millwall F. C. de la EFL Championship.

## Trayectoria
En 2019 se unió al Millwall F. C. procedente del Glebe F. C. después de marcar 43 goles en 15 apariciones en el camino hacia la victoria de Glebe en la Kent Youth League. El 29 de diciembre de 2021, después de marcar 21 goles en 19 apariciones en los equipos juveniles de Millwall, hizo su debut como suplente tardío en la victoria de Millwall por 1-0 sobre el Coventry City F. C., convirtiéndose en el segundo jugador más joven de Millwall en el proceso.
El 4 de julio de 2022 fichó por el club escocés Rangers F. C., vinculándose inicialmente con la academia del club. Hizo su debut con el club en la Copa de la Liga de Escocia contra el Queen of the South F. C. el 30 de agosto de 2022. Hizo su primera aparición en la Scottish Premiership con los Rangers contra el Celtic F. C.

## Selección nacional
El 22 de marzo de 2023 hizo su debut en Inglaterra sub-17 durante una victoria por 3-1 sobre Dinamarca en Katwijk como parte de la clasificación para el Campeonato Europeo Sub-17 de la UEFA de 2023.
El 17 de mayo de 2023 fue incluido en la selección de Inglaterra para el Campeonato Europeo Sub-17 de la UEFA 2023.

## Estadísticas

### Clubes
Actualizado al último partido disputado el 21 de mayo de 2023.
| Club                      | Div.          | Temporada     | Liga  | Liga  | Liga   | Copas nacionales | Copas nacionales | Copas nacionales | Copas internacionales | Copas internacionales | Copas internacionales | Total | Total | Total  |
| Club                      | Div.          | Temporada     | Part. | Goles | Asist. | Part.            | Goles            | Asist.           | Part.                 | Goles                 | Asist.                | Part. | Goles | Asist. |
| ------------------------- | ------------- | ------------- | ----- | ----- | ------ | ---------------- | ---------------- | ---------------- | --------------------- | --------------------- | --------------------- | ----- | ----- | ------ |
| Millwall F. C. Inglaterra | 2.ª           | 2021-22       | 5     | 0     | 0      | 0                | 0                | 0                | —                     | —                     | —                     | 5     | 0     | 0      |
| Millwall F. C. Inglaterra | Total club    | Total club    | 5     | 0     | 0      | 0                | 0                | 0                | 0                     | 0                     | 0                     | 5     | 0     | 0      |
| Rangers F. C. Escocia     | 1.ª           | 2022-23       | 1     | 0     | 0      | 1                | 0                | 0                | —                     | —                     | —                     | 2     | 0     | 0      |
| Rangers F. C. Escocia     | 1.ª           | 2023-24       | 0     | 0     | 0      | 0                | 0                | 0                | —                     | —                     | —                     | 0     | 0     | 0      |
| Rangers F. C. Escocia     | Total club    | Total club    | 1     | 0     | 0      | 1                | 0                | 0                | 0                     | 0                     | 0                     | 2     | 0     | 0      |
| Total carrera             | Total carrera | Total carrera | 6     | 0     | 0      | 1                | 0                | 0                | 0                     | 0                     | 0                     | 7     | 0     | 0      |